# Rosalind Russell
Rosalind Russell Brisson (Waterbury, Connecticut,  1907. június 4. – Beverly Hills, Los Angeles, Kalifornia, 1976. november 28.) Tony-díjas, valamint ötszörös Golden Globe-díjas amerikai színésznő. A negyvenes évek ünnepelt komikus filmcsillagja: a pletykás Sylvia Fowler (Az asszony), a kíváncsi riporterlány (A pénteki barátnő) és az Mame néni szerepeiről ismert. Négyszer jelölték Oscar-díjra.

## Élete

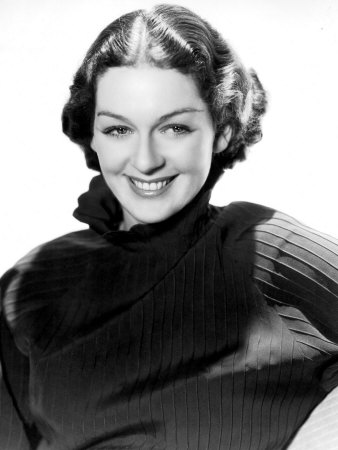
A fiatal Rosalind

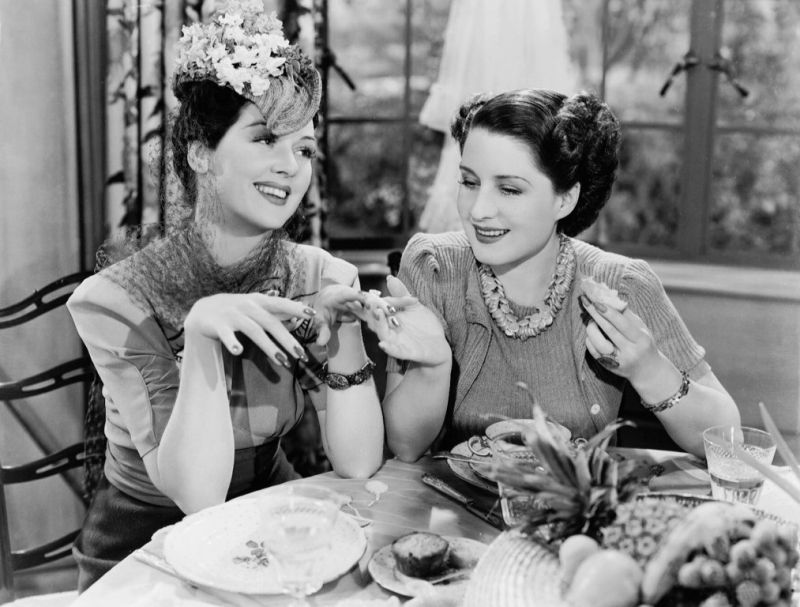
Russell és Norma Shearer Az asszony című filmben

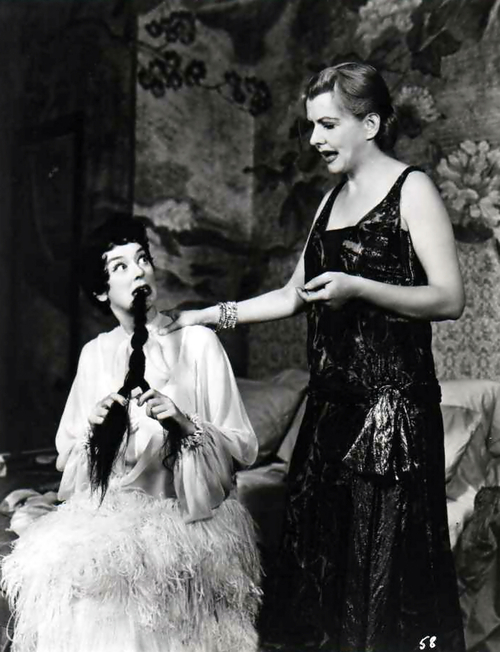
A Mame néni Broadway előadásban, balra Russell, jobbra Polly Rowles

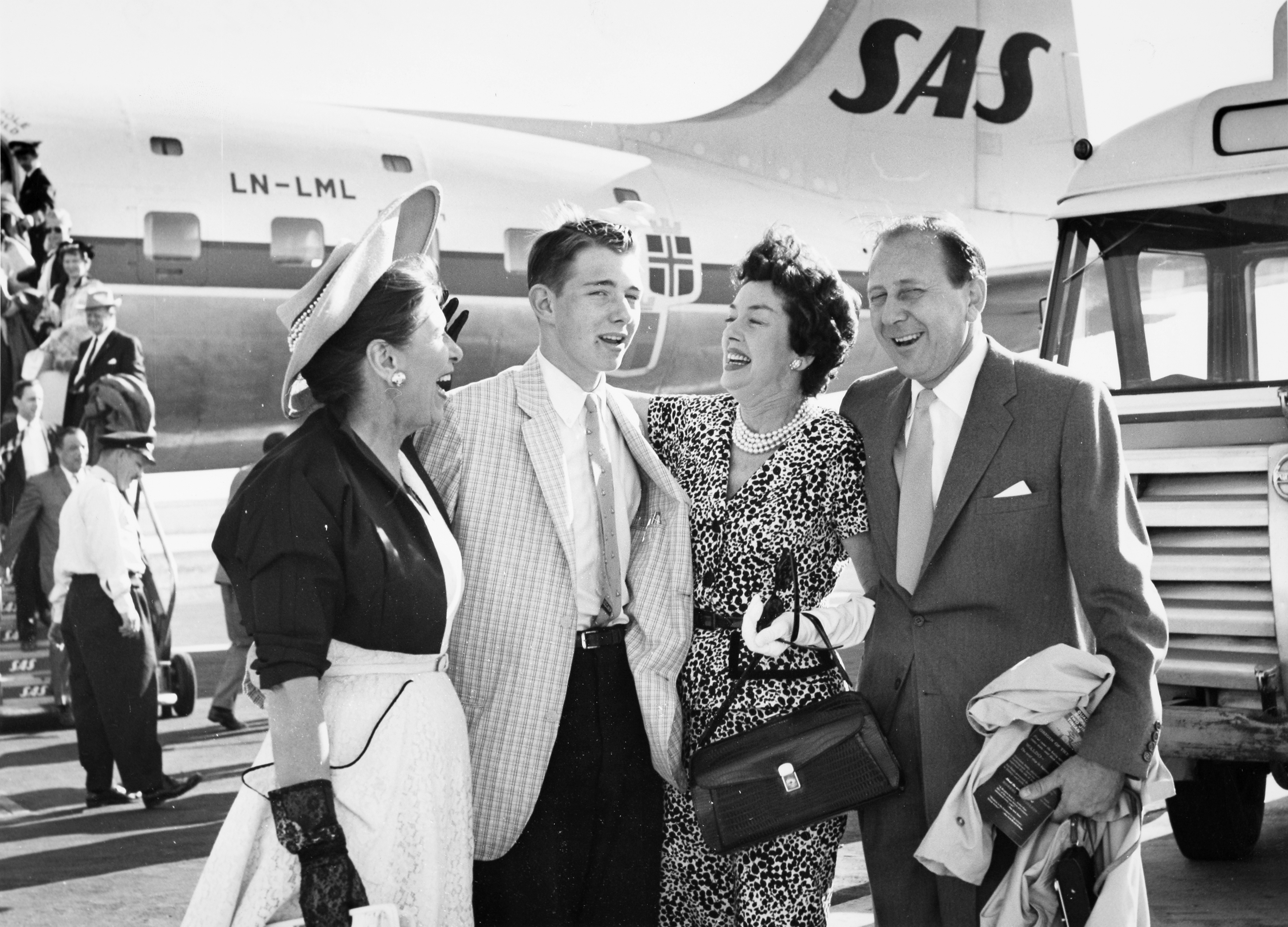
A Brisson család a koppenhágai reptéren – balról jobbra Mrs. Cleo Brisson, Lance Brisson, Rosalind Russell és Frederick Brisson

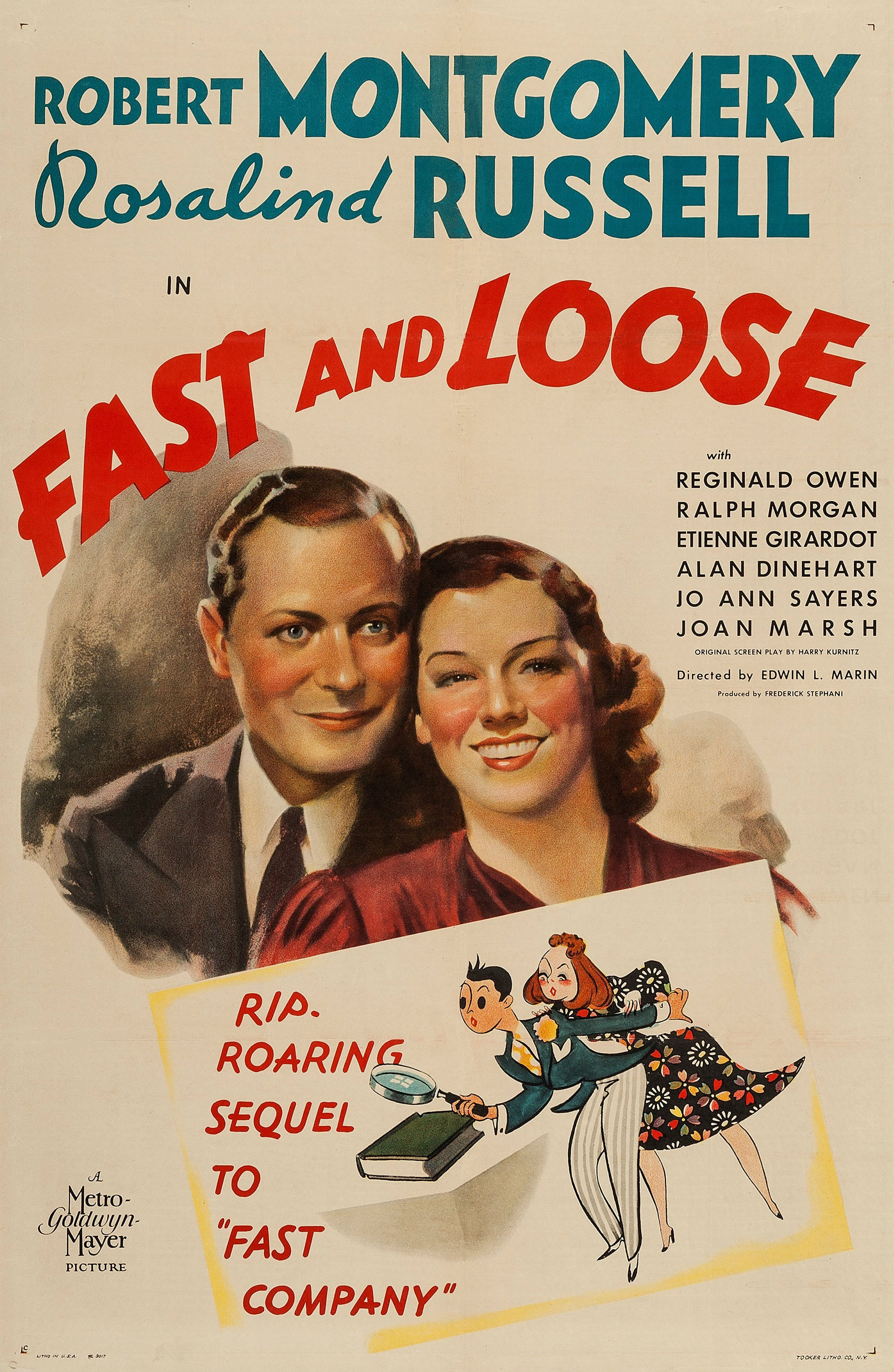
A Fast and Loose posztere (1939)

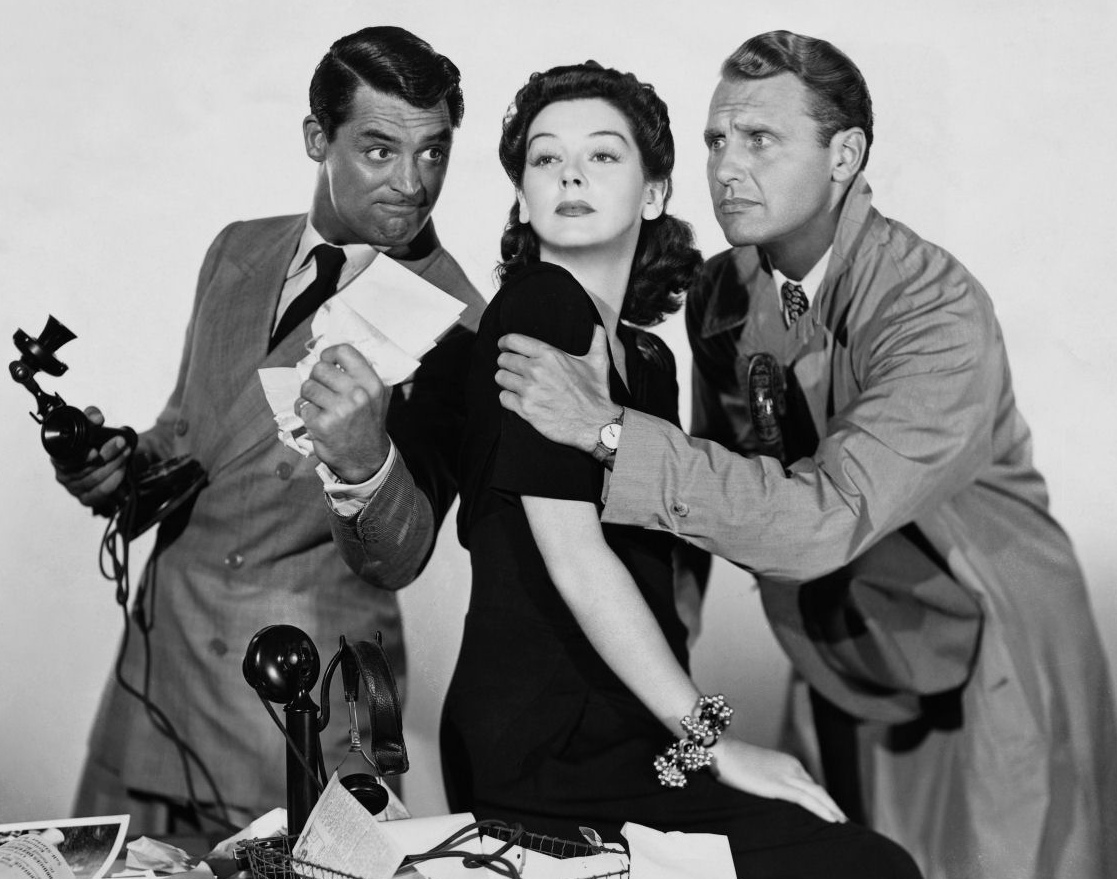
A pénteki barátnő

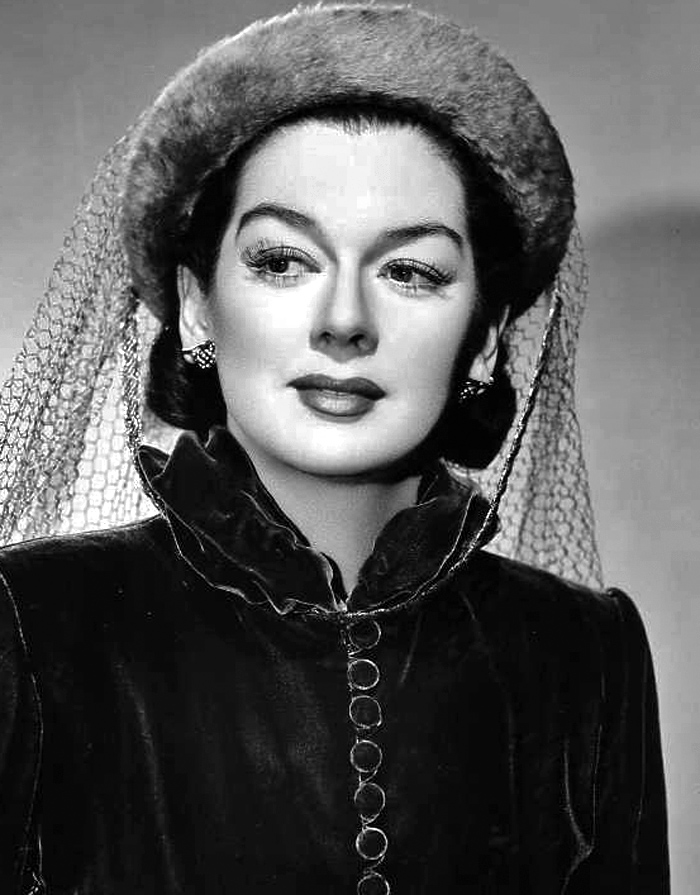
Russell 1950-ben

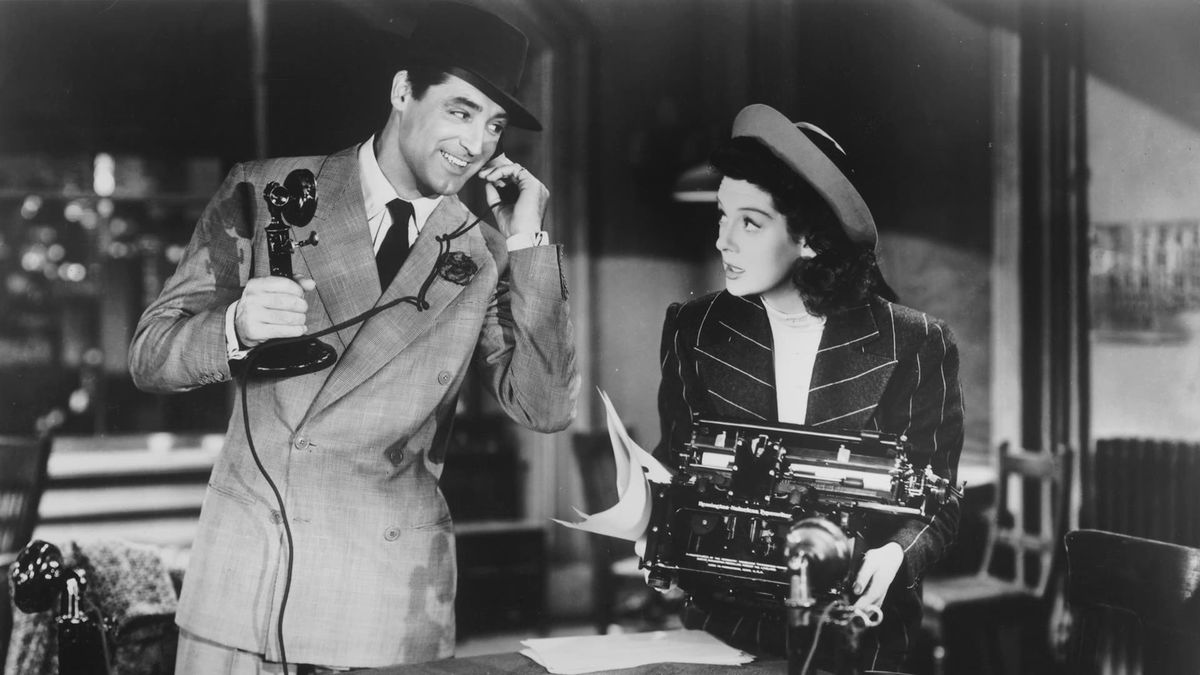
A pénteki barátnő – Cary Grant és Rosalind Russell

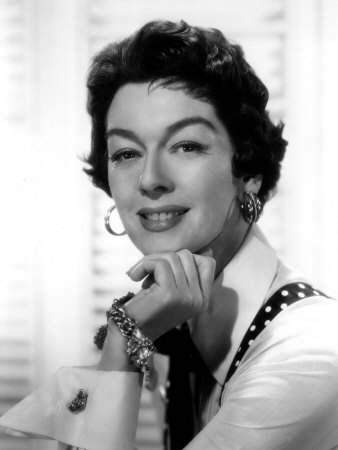
Rosalind Russell (1955)

1907-ben született Catherine Rosalind néven jómódú családba. A Rosalind nevet egy hajóról kapta, amin szülei egyszer utaztak. Hat testvére volt, ő volt a negyedik gyermek a családban. Édesapja, James Edward Russell jogász volt, édesanyja, Clara McKnight tanárnő. 
Russell főiskolás korában kezdett el érdeklődni a színészkedés iránt, ezért jelentkezett a New York-i American Academy of Dramatic Arts-ba. A szülei nem örültek a döntésének, inkább tanári pályára szánták volna.
Russell modellként kezdte a karrierjét, 1930-ban pedig a Broadwayre került. Első filmes szerepét 1934-ben kapta az Ügyvéd dilemmájában, Myrna Loy és William Powell főszereplésével. A szerep nem volt nagy, Russell mégis elismerő kritikát kapott. Az újdonsült színésznő keményen dolgozott, hogy minél több filmben játszhasson. Bár a dráma műfajban is jól szerepelt, Russell inkább a humoros, vicces oldalát próbálta mutatni vígjátékokkal, mint az Exmenyasszony vagy a Hajnali esküvő. 1939-ben ötször is meghallgatásra ment, hogy megkaphassa a George Cukor által rendezett filmben, Az asszonyban a főszerepet. A film kasszasiker lett, Russell pedig megállíthatatlanul közeledett a hírnév felé. A negyvenes években olyan sikeres vígjátékokban szerepelt, mint a Feminine Touch, Take a Letter Darling és a Tell it to the Judge. Háromszor jelölték Oscar-díjra legjobb női főszereplő kategóriában. 
 1941-ben Russell férjhez ment a dán származású amerikai producerhez, Frederick "Fred" Brissonhoz. Cary Grant mutatta be őket egymásnak A pénteki barátnő forgatása alatt – az esküvő napján ő volt a vőfély. A házaspárnak egy fia született, Lance.
Az ötvenes években Russell visszatért a Broadwayre. Korábbi, Oscarra jelölt filmjét, a My Sister Eileent musicalre dolgozták át, és a A csodák városa címet kapta. Russell Tony-díjat nyert alakításával. Színészi karrierjét az Auntie Mame (Mame néni) című darab koronázta meg, amelyben egy nem éppen hétköznapinak mondható nagynénit játszik, akihez hozzáköltözik az unokaöccse. 1958-ban a darabot filmre adaptálták, Russell pedig megkapta negyedik, egyben utolsó Oscar-jelölését. 
 A hatvanas években is szerepelt még jelentősebb filmekben, mint az Egyöntetű többség vagy a Gypsy. Kései éveiben betegeskedett, ezért visszavonult a színészkedéstől. Pénzét ezután a reumatoid artritisz nevezetű betegség kutatására fordította, amelyért elnyert egy különleges Oscar kategóriát, a Jean Hersholtot.   
1976-ban hunyt el mellrákban.

## Filmográfia

### Fellépések a Broadwayn
- Garrick Gaieties (1930)
- Company's Coming (1940)
- Wonderful Town (1953-54)
- Auntie Mame (1956-58)

### Film
| Év   | Cím                                                                     | Szerep                    |
| ---- | ----------------------------------------------------------------------- | ------------------------- |
| 1934 | Ügyvéd dilemmája                                                        | Mrs. Harrison             |
| 1934 | The President Vanishes                                                  | Sally Voorman             |
| 1934 | Exmenyasszony                                                           | Eleanor                   |
| 1935 | The Night Is Young                                                      | Zarika Rafay              |
| 1935 | The Casino Murder Case                                                  | Doris                     |
| 1935 | Viharmadarak                                                            | Dare Marshall             |
| 1935 | Vigyázz, ha jön a szerelem                                              | Jo                        |
| 1935 | Vihar a Sárga tengeren                                                  | Sybil Barclay             |
| 1935 | Titkos randevú                                                          | Joel                      |
| 1936 | It Had to Happen                                                        | Beatrice Newnes           |
| 1936 | Halálbrigád                                                             | Lady Venetia Cunningham   |
| 1936 | Trouble for Two                                                         | Miss Vandeleur            |
| 1936 | Craig's Wife                                                            | Harriet Craig             |
| 1937 | Night Must Fall                                                         | Olivia                    |
| 1937 | Élj, szeress, tanulj                                                    | Julie Stoddard            |
| 1938 | Man-Proof                                                               | Elizabeth Kent            |
| 1938 | Hajnali esküvő                                                          | Jean Christy              |
| 1938 | Réztábla a kapu alatt                                                   | Christine                 |
| 1939 | Fast and Loose                                                          | Garda Sloane              |
| 1939 | Az asszony                                                              | Mrs. Howard Fowler Sylvia |
| 1940 | A pénteki barátnő                                                       | Hildy Johnson             |
| 1940 | Villámházasság                                                          | Kendal Browning           |
| 1940 | No Time for Comedy                                                      | Linda Esterbrook          |
| 1940 | This Thing Called Love                                                  | Ann Winters               |
| 1941 | They Met in Bombay                                                      | Anya Von Duren            |
| 1941 | The Feminine Touch                                                      | Julie Hathaway            |
| 1941 | Design for Scandal                                                      | Cornelia Porter           |
| 1942 | Take a Letter, Darling                                                  | A.M. MacGregor            |
| 1942 | My Sister Eileen                                                        | Ruth Sherwood             |
| 1943 | Flight for Freedom                                                      | Tonie Carter              |
| 1943 | What a Woman!                                                           | Carol Ainsley             |
| 1945 | Roughly Speaking                                                        | Louise Randall Pierson    |
| 1945 | She Wouldn't Say Yes                                                    | Dr. Susan A. Lane         |
| 1946 | Sister Kenny                                                            | Elizabeth Kenny           |
| 1947 | The Guilt of Janet Ames                                                 | Janet Ames                |
| 1947 | Amerikai Elektra                                                        | Lavinia Mannon            |
| 1948 | The Velvet Touch                                                        | Valerie Stanton           |
| 1949 | Tell It to the Judge                                                    | Marsha Meredith           |
| 1950 | A Woman of Distinction                                                  | Susan Manning Middlecott  |
| 1953 | Never Wave at a WAC                                                     | Jo McBain                 |
| 1955 | The Girl Rush                                                           | Kim Halliday              |
| 1955 | Piknik                                                                  | Miss Rosemary Sydney      |
| 1958 | Mame néni                                                               | Mame Dennis               |
| 1958 | Wonderful Town                                                          | Ruth Sherwood             |
| 1961 | Egyöntetű többség                                                       | Bertha Jacoby             |
| 1962 | Five Finger Exercise                                                    | Louise Harington          |
| 1962 | Gypsy                                                                   | Rose Hovick               |
| 1966 | The Trouble with Angels                                                 | Mother Superior           |
| 1967 | Oh Dad, Poor Dad, Mamma's Hung You in the Closet and I'm Feelin' So Sad | Madame Rosepettle         |
| 1967 | Rosie!                                                                  | Rosie Lord                |
| 1968 | Where Angels Go, Trouble Follows                                        | Mother Superior           |
| 1971 | Mrs. Pollifax-Spy                                                       | Mrs. Pollifax             |
| 1972 | The Crooked Hearts                                                      | Laurita Dorsey            |

### Televízió
| Év   | Cím                        | Szerep               |
| ---- | -------------------------- | -------------------- |
| 1951 | Schlitz Playhouse of Stars | egy epizód           |
| 1955 | The Loretta Young Show     | két epizód           |
| 1956 | General Electric Theater   | Cynthia (egy epizód) |
| 1959 | Startime                   | egy epizód           |

## Díjak és jelölések
BAFTA-díj 
- 1960: legjobb külföldi színésznő (jelölés) – Mame néni

Golden Apple Awards
- 1942: Golden Apple

Golden Globe-díj
- 1947: legjobb női főszereplő – Sister Kenny
- 1948: legjobb női főszereplő – Amerikai Elektra
- 1959: legjobb női főszereplő (vígjáték vagy musical) – Mame néni
- 1962: legjobb női főszereplő (vígjáték vagy musical) – Egyöntetű többség
- 1963: legjobb női főszereplő (vígjáték vagy musical) – Gypsy

Hasty Pudding Theatricals, USA
- 1964: Az év nője

Hollywood Walk of Fame
- 1960: csillag a Hírességek sétányán

Laurel Awards
- 1959: Golden Laurel – legjobb női főszereplő (vígjáték) – Mame néni
- 1961: Golden Laurel (jelölés) – legjobb női filmcsillag
- 1960: Golden Laurel (jelölés) – legjobb női filmcsillag (musical) – Gypsy
- 1966: Golden Laurel (jelölés) – legjobb női filmcsillag (vígjáték) – The Trouble With Angels
- 1966: Golden Laurel (jelölés) – legjobb női filmcsillag

Oscar-díj
- 1943: legjobb női főszereplő (jelölés) – My Sister Eileen
- 1947: legjobb női főszereplő (jelölés) – Sister Kenny
- 1948: legjobb női főszereplő (jelölés) – Amerikai Elektra
- 1959: legjobb női főszereplő (jelölés) – Mame néni
- 1973: Jean Hersholt-díj jótékonysági munkájáért

Screen Actors Guild Awards
- 1976: Életműdíj

Tony-díj
- 1953: legjobb női főszereplő (musical) – A csodák városa
- 1957: legjobb női főszereplő (vígjáték) (jelölés) – Auntie Mame